# La Neuveville
La Neuveville (do 1948 Neuveville, niem. Neuenstadt) – miasto (niem. Einwohnergemeinde) w północno-zachodniej Szwajcarii, w kantonie Berno, w regionie administracyjnym Berner Jura, w okręgu Berner Jura. 31 grudnia 2020 roku liczyło 3 780 mieszkańców. 

## Transport
Przez teren miasta przebiega autostrada A5 oraz droga główna nr 5.